# 에런 히키
에런 히키 (Aaron Hickey, 2002년 6월 10일 ~ )는 스코틀랜드의 축구 선수이며, 브렌트퍼드에서 레프트백으로 뛰고 있다.